# Pleasant Hill (Tennessee)
Pleasant Hill is een plaats (town) in de Amerikaanse staat Tennessee, en valt bestuurlijk gezien onder Cumberland County.

## Demografie
Bij de volkstelling in 2000 werd het aantal inwoners vastgesteld op 544.
In 2006 is het aantal inwoners door het United States Census Bureau geschat op 612, een stijging van 68 (12,5%).

## Geografie
Volgens het United States Census Bureau beslaat de plaats een oppervlakte van
4,0 km², geheel bestaande uit land. Pleasant Hill ligt op ongeveer 578 m boven zeeniveau.

## Plaatsen in de nabije omgeving
De onderstaande figuur toont nabijgelegen plaatsen in een straal van 32 km rond Pleasant Hill.